# Uremie
Uremia este un sindrom azotemic, ultimul stadiu al insuficienței renale, provocată de reținerea în sânge a ureei peste limita normală (0,50%) și de prezența altor produși toxici ai metabolismului protidic, compuși azotați (acid uric, creatină), pe care rinichiul bolnav nu-i poate elimina. 
Azotul provine din dereglarea proteinelor, este eliminat de rinichi în cea mai mare parte sub formă de uree, dar și acid uric sau săruri de amoniu. Când ureea dintr-o insuficiență de funcționare renală, este reținută în sânge peste limitele normale (0,50%), vorbim de azotemie. 
Apare o culoare pământie a tegumentelor, cefalee puternică, grețuri, vărsături, oboseală. Se recomandă regim dietetic cu reducere de proteine, bogate în glucide și grăsimi.